# Ushtria Popullore e Shqipërisë

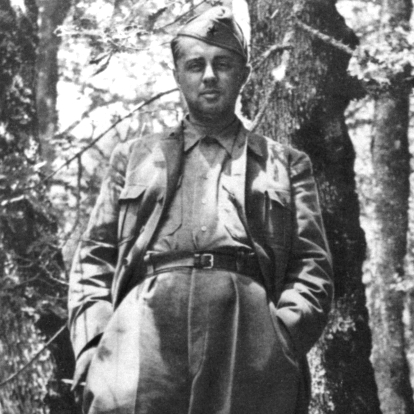
Enver Hoxha è stato il Comandante in capo della UPS dal 1946 fino alla morte nel 1985.

La Ushtria Popullore e Shqipërisë - UPS o Armata popolare d'Albania costituiva l'esercito nazionale della Repubblica Popolare Socialista d'Albania dal 1946 al 1990, quando venne sostituito dalle attuali forze armate albanesi. Partecipò al Patto di Varsavia fino al 1968, in seguito all'invasione sovietica della Cecoslovacchia che terminò la primavera di Praga.

## Storia
Dopo il 1946, l'Albania era diventata una repubblica socialista del blocco orientale, cadendo sotto l'influenza della Jugoslavia e soprattutto dell'Unione Sovietica, diventando membro nel 1949 del Patto di Varsavia. L'esercito albanese iniziò così a munirsi di armi russe, dai semplici fucili ai carri armati, a volte prodotti in Albania, anche se di una qualità non professionale. Il controllo delle Forze Armate era nelle mani di Enver Hoxha, il quale, nei primi anni di governo, si era preso anche la carica del Comandante Supremo delle Forze Armate. 
Come in altri stati socialisti, la UPS era soggetto al controllo del Partito del Lavoro d'Albania, di cui la maggior parte dell'élite rientrava nei gradi più alti. L'ideologia marxista-leninista venne "forzata" dai commissari politici per ottenere un maggiore controllo dell'esercito.
Per aumentare il suo potere politico, il partito del lavoro albanese aumentò il sistema della coscrizione, in modo da arruolare nelle forze armate del personale dedicato alla carriera militare dalle zone rurali dell'Albania.
Il primo maggio 1966, i gradi militari dell'UPS vennero adeguati a quelli dell'esercito cinese a seguito della crisi sino-sovietica, e durante tale periodo il ruolo dei comandanti militari venne ridotto rispetto a quello dei commissari politici. Prima del 1948, l'UPS riceveva degli importanti investimenti da parte dalla vicina Jugoslavia ma, a causa dei crescenti attriti tra i due paesi, l'Albania iniziò a chiedere gli aiuti dall'Unione Sovietica. Nel 1960, con l'imminente scisma tra URSS e Cina, l'UPS cambiò la sua alleanza militare con l'Armata Rossa in favore dell'Esercito Popolare di Liberazione. 

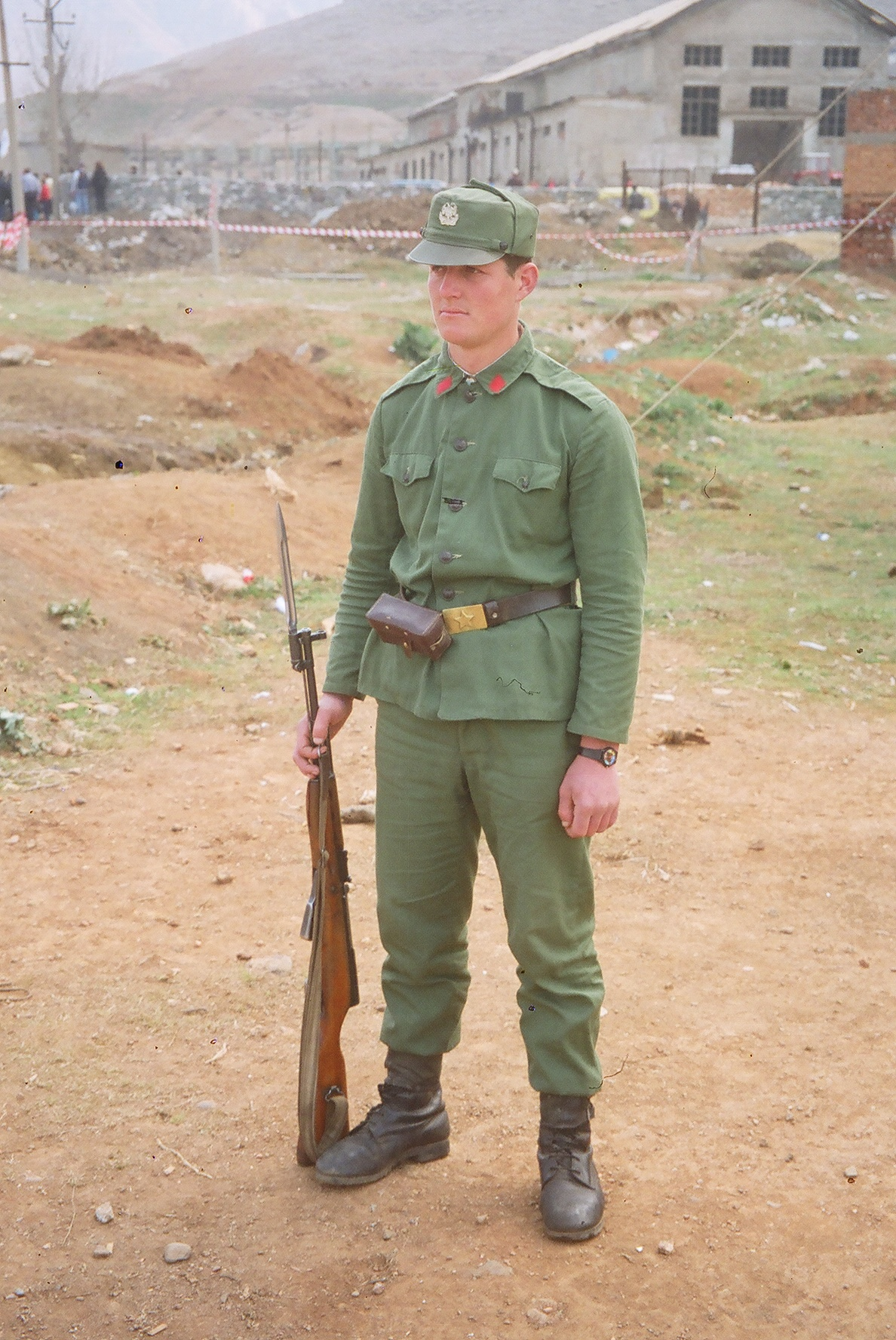
Un soldato in divisa dell'Armata popolare albanese.

Lo Stato ed il partito si spinsero oltre con l'eliminazione dal primo maggio 1966 dei gradi militari, seguendo l'esempio dell'esercito cinese, dietro la forte influenza del maoismo durante la rivoluzione culturale, ed in seguito con l'adozione delle strategie relative alla guerriglia. L'esercito era ancora organizzato durante questo periodo nella sua struttura di base, ma il ruolo del comandante era insignificante rispetto al potere dei commissari politici. Nel 1991, il sistema dei gradi venne ripristinato dal presidente Ramiz Alia.
Intanto, Hoxha isolerà l'Albania dal resto dell'Europa, costruendo più di 750 000 bunker fortificati in tutto il paese, e appoggiando una propaganda che aveva come principio il rifiuto degli altri paesi, i quali avrebbero voluto invadere il paese delle aquile. In questo periodo il servizio militare era obbligatorio, con due anni di durata, per le persone dall'età tra 18 e 20 anni. Inoltre, uomini e donne, anche dopo aver passato i due anni alla leva militare, dovevano esercitarsi o compiere diverse azioni almeno una volta all'anno, con durata compresa tra 2 settimane o un mese intero.
Durante questi anni, il Sigurimi, il corrispettivo albanese del KGB sovietico, divenne responsabile dell'esecuzione, l'imprigionamento e la deportazione di più di 600 ufficiali delle forze armate, impedendo così all'esercito di compiere qualunque colpo di Stato. Inizialmente, le purghe comuniste erano concentrate sul personale militare laureato in Accademie occidentali (principalmente dall'Italia tra il 1927 e il 1939), estendendosi in seguito agli ufficiali laureati in Unione Sovietica (dopo l'abbandono albanese del patto di Varsavia nel 1968).
Durante gli anni ottanta, l'Albania ridusse il numero delle brigate di fanteria da otto a quattro e optò per unità completamente equipaggiate, rispetto alla sua iniziale idea di mobilitazione dei soldati di riserva per dimettere un gran numero di unità equipaggiate ad un livello inferiore. Ciascuna brigata aveva tre battaglioni di fanteria e uno di artiglieria leggermente equipaggiato. Le forze corazzate consistevano in una sola brigata di carri armati. Le forze di artiglieria vennero aumentate da uno a tre reggimenti negli anni ottanta e sei battaglioni dell'artiglieria costiera furono mantenuti come punti strategici lungo il litorale sull'Adriatico.
Con la caduta del regime socialista durante il 1990, si temeva che le forze armate potessero intervenire per fermare con la violenza il collasso del comunismo e riuscirono a resistere mentre il governo comunista iniziava a disgregarsi.

## Organizzazione
L'Armata popolare albanese, divisa nelle forze di terra, aeree di attacco e difesa e navali, era guidata dal ministro della difesa designato dall'Assemblea del popolo per il Consiglio dei ministri. Tradizionalmente membro del Politburo del Partito del Lavoro di Albania, il ministro esercitava il proprio controllo sull'intero apparato operativo delle forze armate con la collaborazione del capo di stato maggiore, anch'esso tradizionalmente un membro del Politburo. Ciascun comandante di un reparto dell'esercito era incaricato di informare il Ministero della difesa di eventuali problematiche interne alla sua area di competenza e coordinare ogni sua attività dopo essersi consultato con il ministro.

### Componenti
La forza combinata della UPS nel 1990 era di 48 000 truppe, metà di queste arruolate per leva, con oltre 375 000 adatti al servizio. La divisione più importante era quella di terra che impiegava i tre quarti dell'Armata e la maggior parte degli equipaggiamenti consistevano in vecchie armi italiane, sovietiche e cinesi. Le brigate di fanteria erano poco meccanizzate, essendo dotate solamente di 130 veicoli armati. La Marina dell'UPS costituiva la seconda divisione ed era la forza esclusiva della difesa costiera del Paese, contando circa 2 000 uomini di qui la metà arruolata con la leva, 6 motocannoniere Shangai II cinesi e due vecchi incrociatori Kronštadt sovietici. Le forze aeree dell'UPS furono fondate nell'Aprile 1952 con 11 000 unità e con il compito di respingere il nemico ai confini del paese e di difendere lo spazio aereo nazionale. Nel 1970 l'UPS iniziò ad adottare aeromobili di fabbricazione cinese rispetto a quelli sovietici: nella sua flotta, vi era uno squadrone di C-5 da trasporto, un multiruolo Antonov An-2 di fabbricazione cinese, uno squadrone di Lisunov Li-2 cinesi da trasporto e due squadroni di elicotteri Harbin Z-5 (versioni cinesi dei Mil Mi-4 sovietici). Le forze aeree d'attacco erano formate da due squadroni di J-4 ed uno squadrone di J-2.

## Mezzi ed armamenti

### Forze di terra
- veicoli corazzati BTR-40, BTR-50, BTR-152, BRDM-1 sovietici e Type-531 cinesi
- 1100 carri armati T-34, T-54/T-55 e Type 59 realizzati in Unione Sovietica e in Cina
- Obici M1937 e M1943 sovietici
- 150 cannoni cinesi Type-66 (i D-20 sovietici) e Type-59 (variante dell'M-46),
- Cannoni sovietici M-1931/37 e M-1938
- Cannoni cinesi Type-60 (varianti dei D-74 sovietici).
- Lanciarazzi Type-63 107mm
- Contraerei sovietiche 23 mm ZU-23-2, 37 mm M-1939, 57 mm S-60, 85 mm KS-12

### Forze navali
- 29 aliscafi di classe Huchuan cinesi (siluri da 533mm)
- 6 motocannoniere classe Shangai II cinesi
- 2 cacciassomergibili classe Kronštadt sovietici
- 4 sommergibili classe whiskey

### Forze aeree
- Caccia MiG-15 e MiG-17 (sostituiti successivamente con equivalenti cinesi)
- Uno squadrone di caccia intercettatori J-7 (MiG-21) e due di J-6 (MiG-19) cinesi
- Due squadroni di caccia bombardieri cinesi J-4 e J-2
- Uno squadrone di aerei da trasporto C-5 (An-2)
- Uno squadrone di Li-2 cinesi
- Due squadroni di elicotteri Harbin Z-5 (Mi-4)